# Stary Łupków
Stary Łupków – osada, dawna wieś położona w południowo-wschodniej Polsce w województwie podkarpackim, w powiecie sanockim, w gminie Komańcza.
W Starym Łupkowie znajduje się tunel kolejowy wybudowany w 1874 pod Przełęczą Łupkowską, łączący polską i słowacką sieć kolejową.

## Położenie geograficzne
Stary Łupków leży na pograniczu Beskidu Niskiego i Bieszczadów Zachodnich, u stóp przełęczy Łupkowskiej, nad potokiem Łupka zwanym też Smolniczek, dopływem Osławy.
W latach 1975–1998 miejscowość administracyjnie należała do województwa krośnieńskiego.

## Historia
Wieś została założona w 1526 na prawie wołoskim przez braci Olechnę i Iwaśka ze Szczawnego w przywileju wymieniania jako Zubkow. Tereny te prawdopodobnie były już wówczas zamieszkane.
Przez osadę w 1619 r. przechodzili lisowczycy. 20 listopada 1619 r. lisowczycy, pod dowództwem Walentego Rogawskiego (w sile 10 tysięcy), nie prowadząc taborów, nie musieli szukać dogodnego przejścia przez góry i wybrali nie strzeżoną przez wojska Jerzego I Rakoczego Przełęcz Łupkowską i dzięki temu przeszli na tyły jego wojska i zaskoczyli, lekceważących ich, Węgrów. 21 listopada doszło do zwycięskiej dla lisowczyków bitwy pod Zavadą.
Do roku 1772 wieś leżała w województwie ruskim, ziemia sanocka. Od 1772 Łupków należał do cyrkułu leskiego, a następnie sanockiego w Galicji.
W Powstaniu Krakowskim 22 lutego 1846 r. od Przełęczy Łupkowskiej, z okolic Kalnicy i Leska, miał atakować Sanok Jerzy Bułharyna, dowodzący siłami miejscowymi i słowackimi. Po kilku potyczkach przy dojściu do Zahutynia i nie mając wsparcia, od północy, wycofał się na Węgry.
W połowie 1872 roku zbudowano trasę kolejową pod nazwą Pierwsza Węgiersko-Galicyjska Kolej Żelazna, która połączyła – poprzez Przełęcz Łupkowską – ówczesną Galicję z Węgrami, a docelowo Budapeszt ze Lwowem. Pod Przełęczą wybudowano tunel o długości 416 m. Po zbudowaniu kolei, w sąsiedztwie Łupkowa powstała osada kolejarska, nazwana obecnie Nowy Łupków. W czasie I wojny światowej w 1915 roku doszło do uszkodzenia tunelu przy wycofywaniu się wojsk austro-węgierskich. Od listopada 1918 do stycznia 1919 istniała tu Republika Komańczańska. 
Staraniem PTT w Sanoku pod koniec marca 1938 w tzw. „Wartowni” przy tunelu otwarto schronisko.
W czasie II wojny światowej tunel kolejowy był dwa razy uszkodzony – 1 września 1939 r. Wojsko Polskie uniemożliwiło wykorzystanie tunelu przez najeżdżającą armię niemiecką. Przełęcz tę Niemcy przekroczyli dopiero 12 września 1939 r.
W czasie wycofywania się przed Armią Czerwoną w 1944 r. tunel zaminowali Niemcy i po raz kolejny wysadzono w powietrze.
W latach międzywojennych wieś zaczęła się rozwijać jako letnisko i zimowisko oraz powstało schronisko turystyczne. Wiosną 1946 tereny te były obszarem walk z UPA. 25 marca 1946 siły UPA zaatakowały strażnicę WOP i posterunek straży kolejowej w Łupkowie; atak odparto, lecz następnie wojska wraz z polską ludnością przeszły na stronę słowacką wobec braku możliwości dalszej obrony. 
30 maja 1946 oddział UPA wszedł do wyludnionej wioski i spalił 111 domów, 4 domy ocalały z pożogi (dwa z nich do dnia dzisiajszego jeszcze ocalały). Łemkowska ludność wioski została wcześniej przymusowo wysiedlona przez odziały WP na tereny ZSRR.
Wieś obecnie jest mocno wyludniona, pozostał budynek stacji kolejowej, kilka starych domów oraz pewna liczba nowo wybudowanych.
Parafia łacińska w Bukowsku do 1947. Osada sąsiaduje ze słowackim historycznym regionem Zemplín.

## Transport
Znajduje się tutaj stacja kolejowa w Łupkowie oraz od lat 80. XX wieku studenckie schronisko turystyczne. Do roku 1914 przez tunel w Łupkowie prowadziła linia kolejowa oraz przejście graniczne Galicji i Królestwa Węgier.

## Galeria

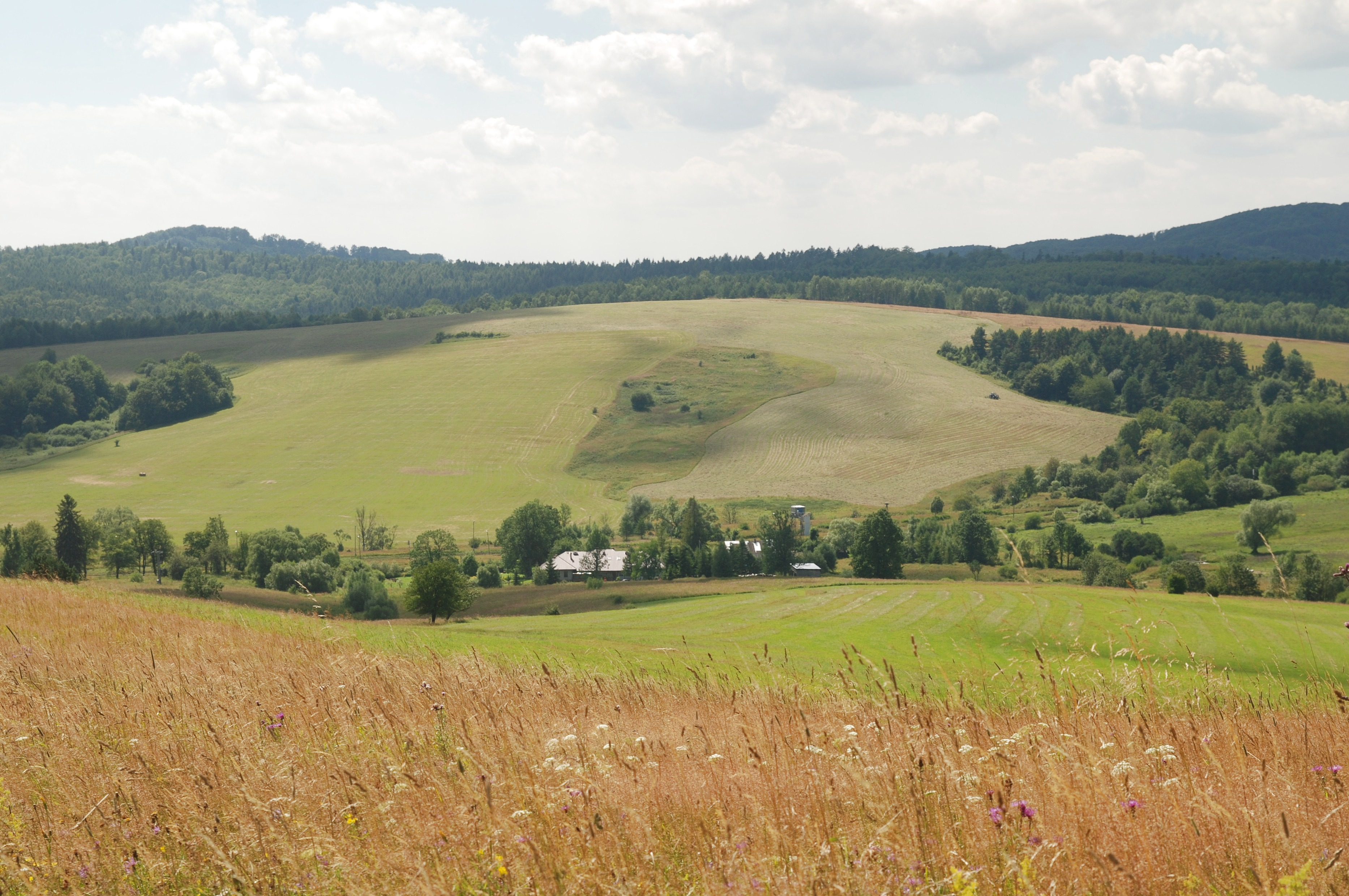
Widok na Semakowski Wierch i schronisko "Radosne Szwejkowo"
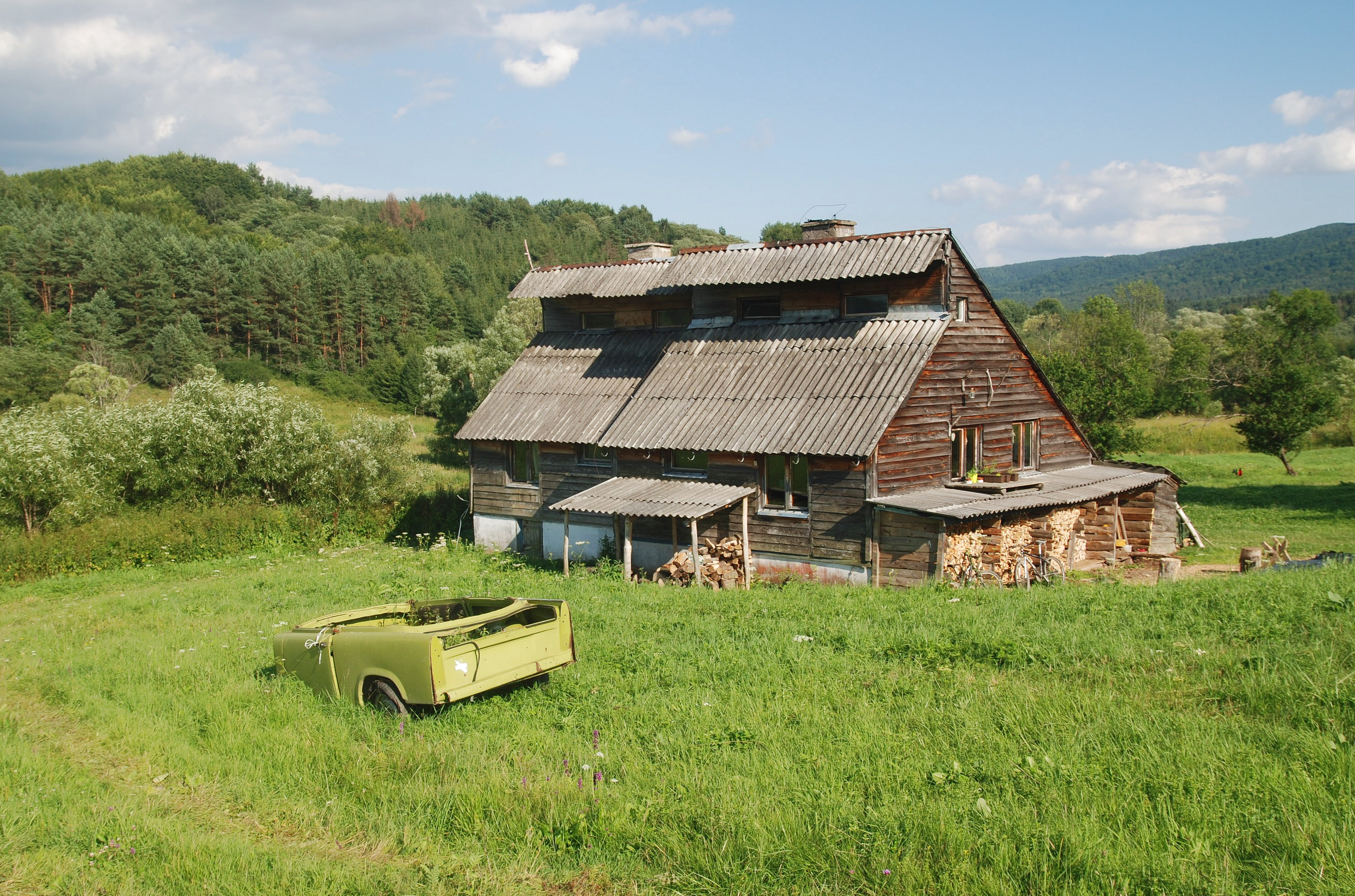
Schronisko „Chata na Końcu Świata”
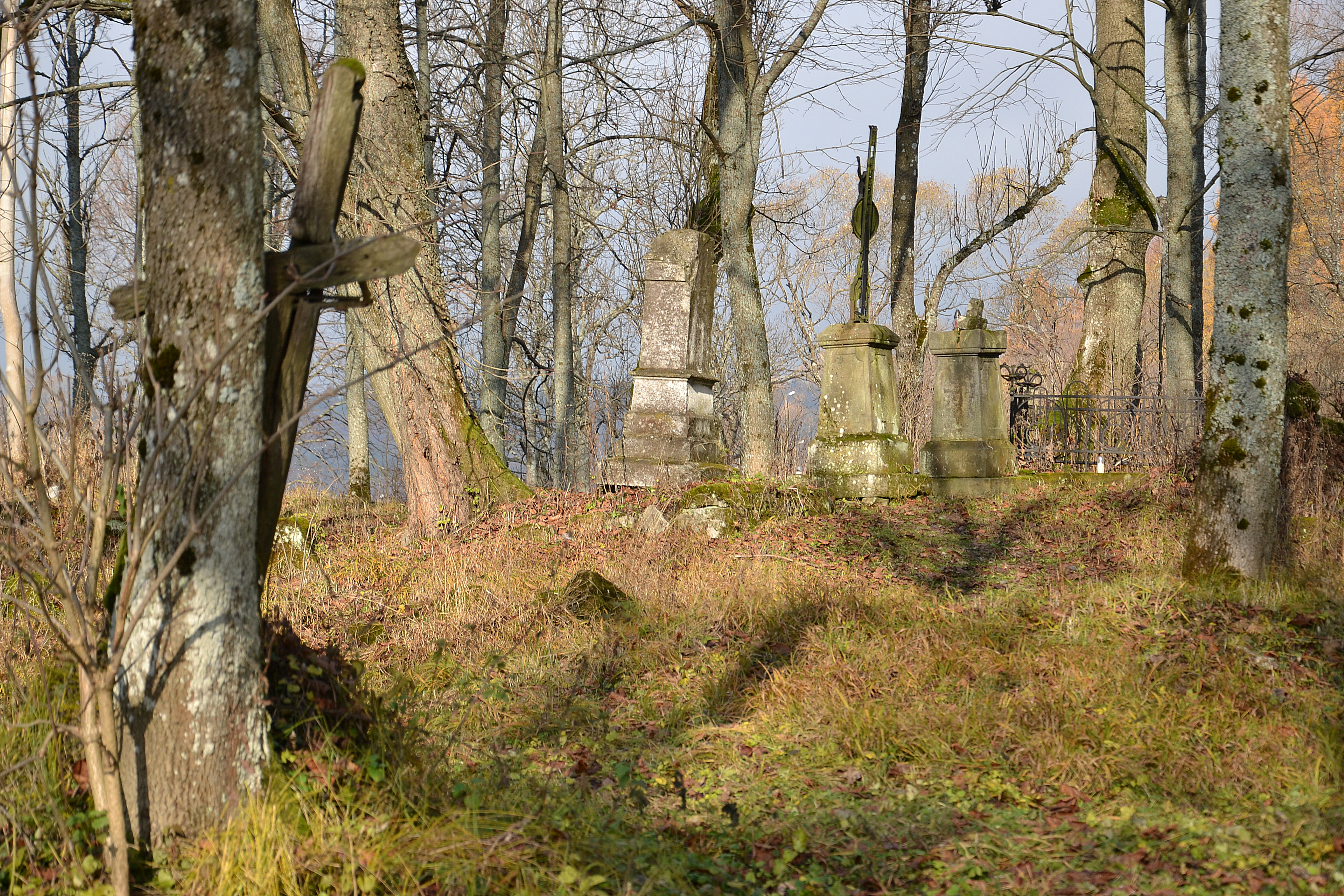
Na dawnym cmentarzu
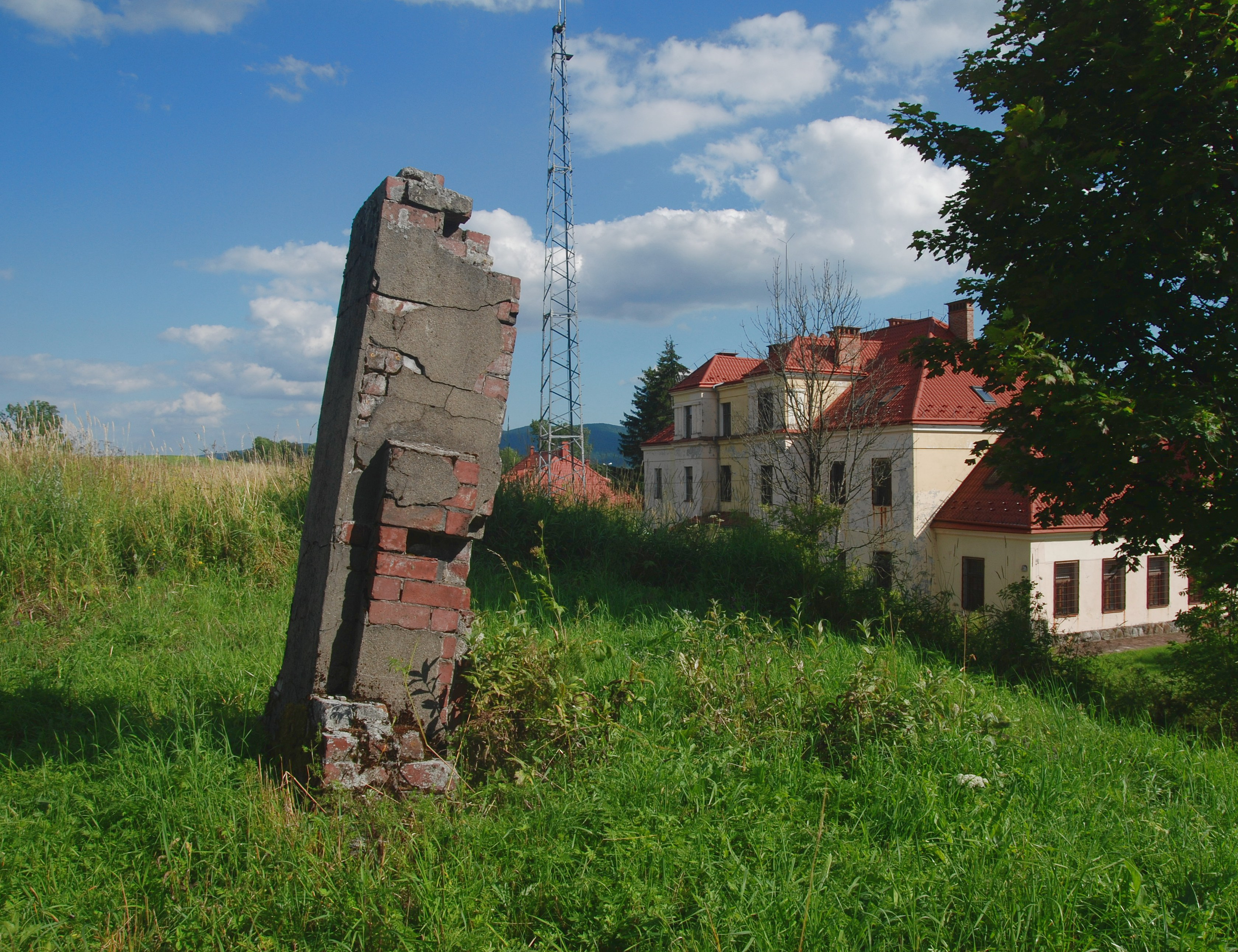
Pozostałości pomnika I wojny światowej
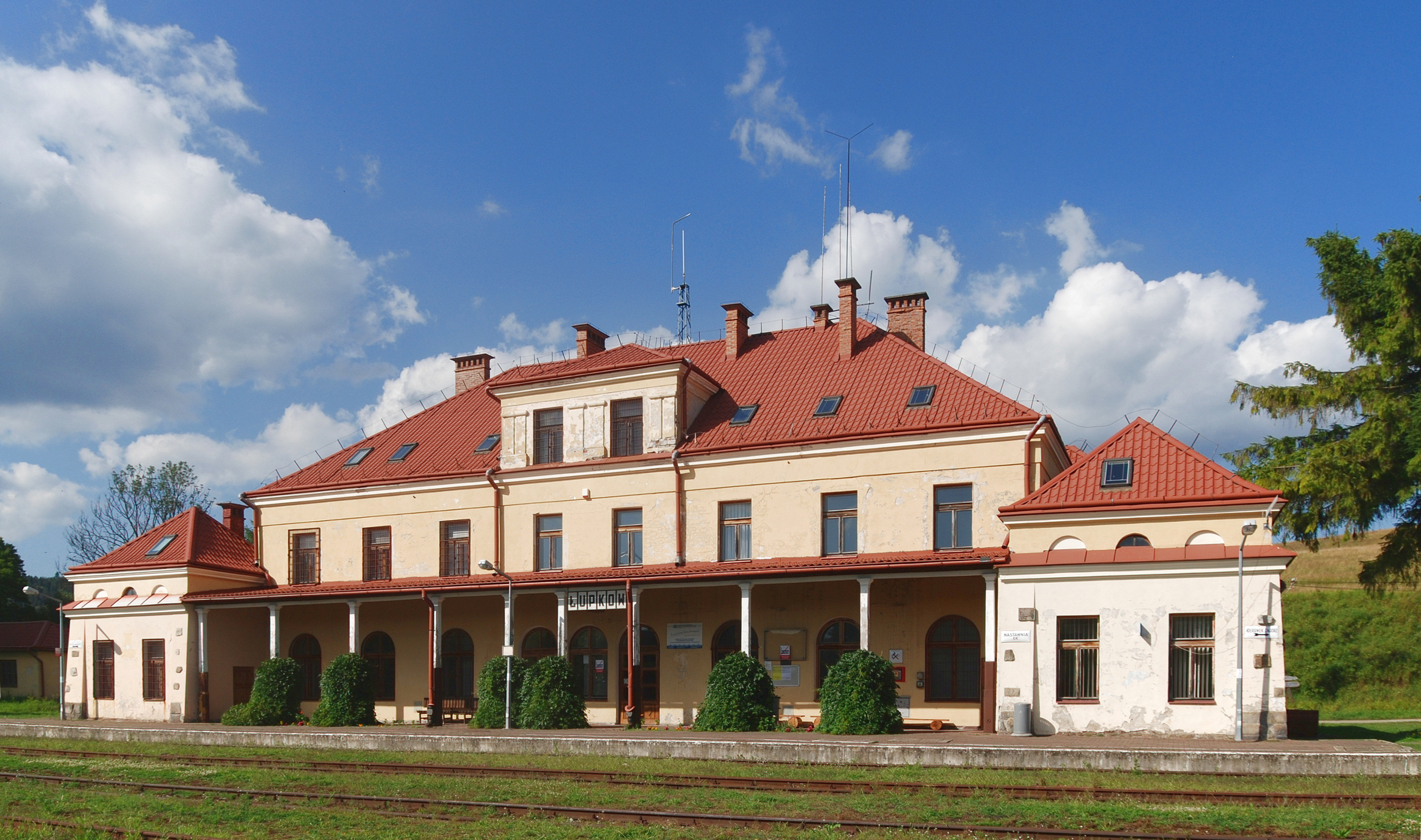
Dworzec kolejowy
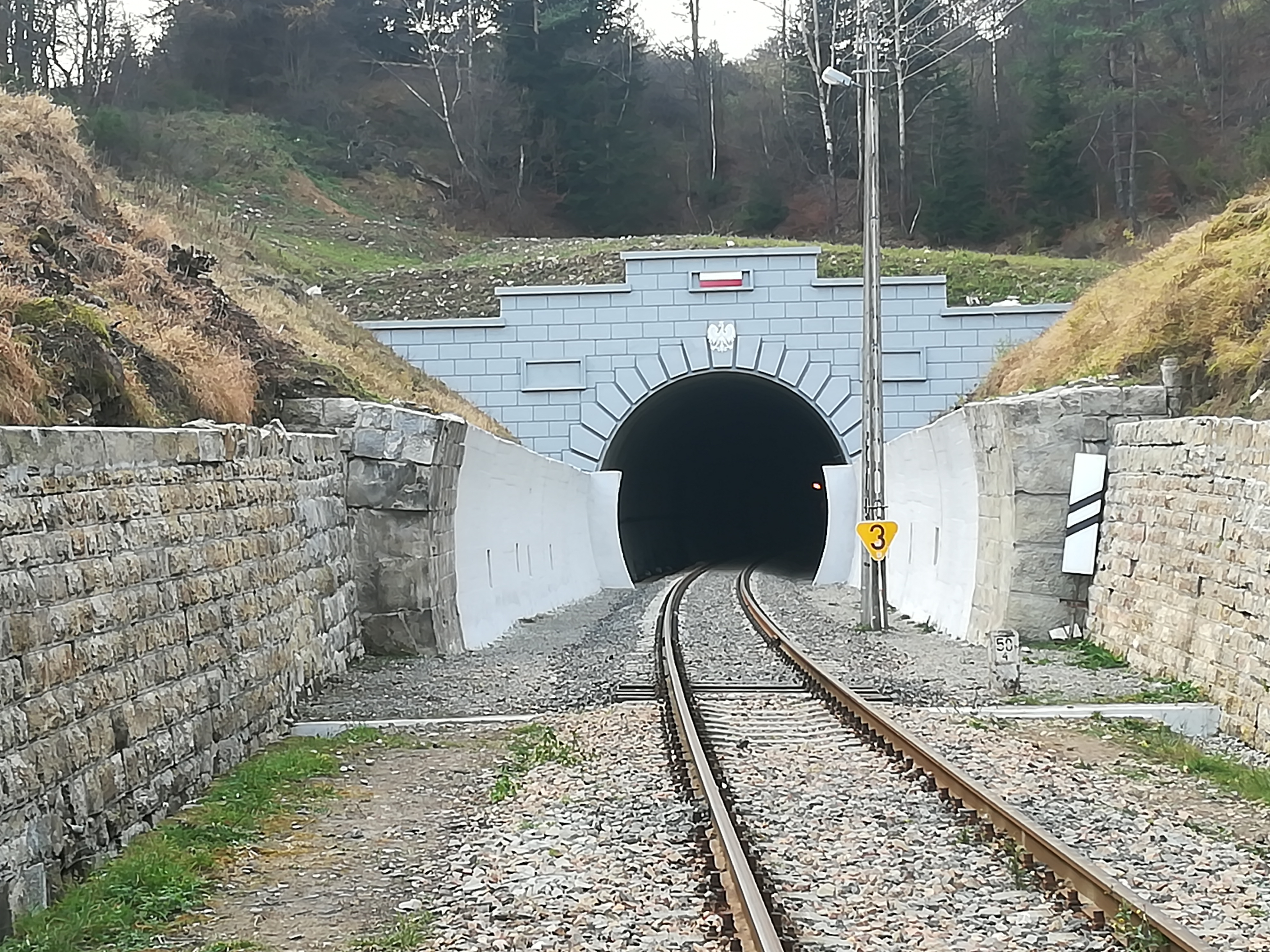
Wlot do tunelu kolejowego (2018)
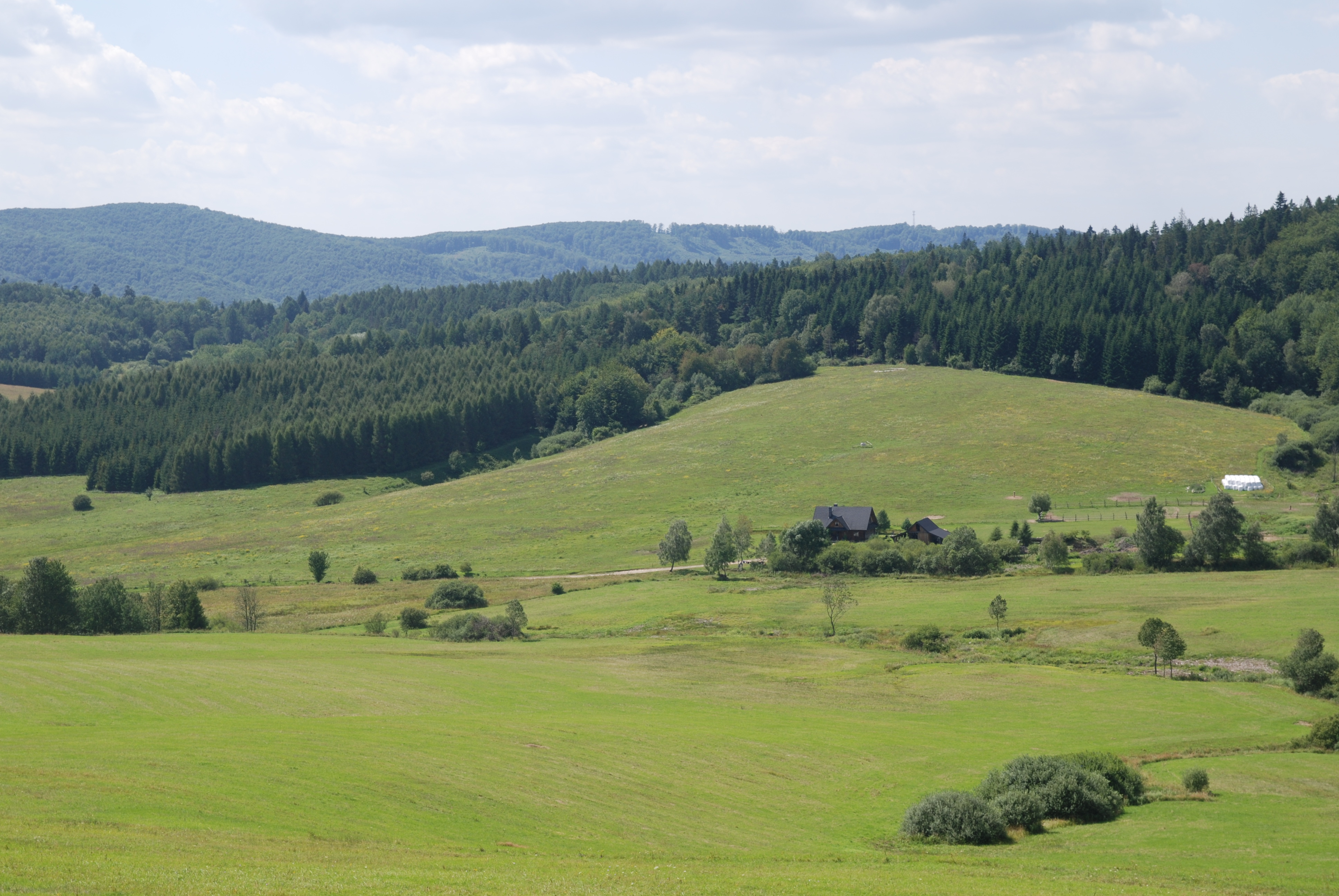
Widok na Przełęcz Łupkowską
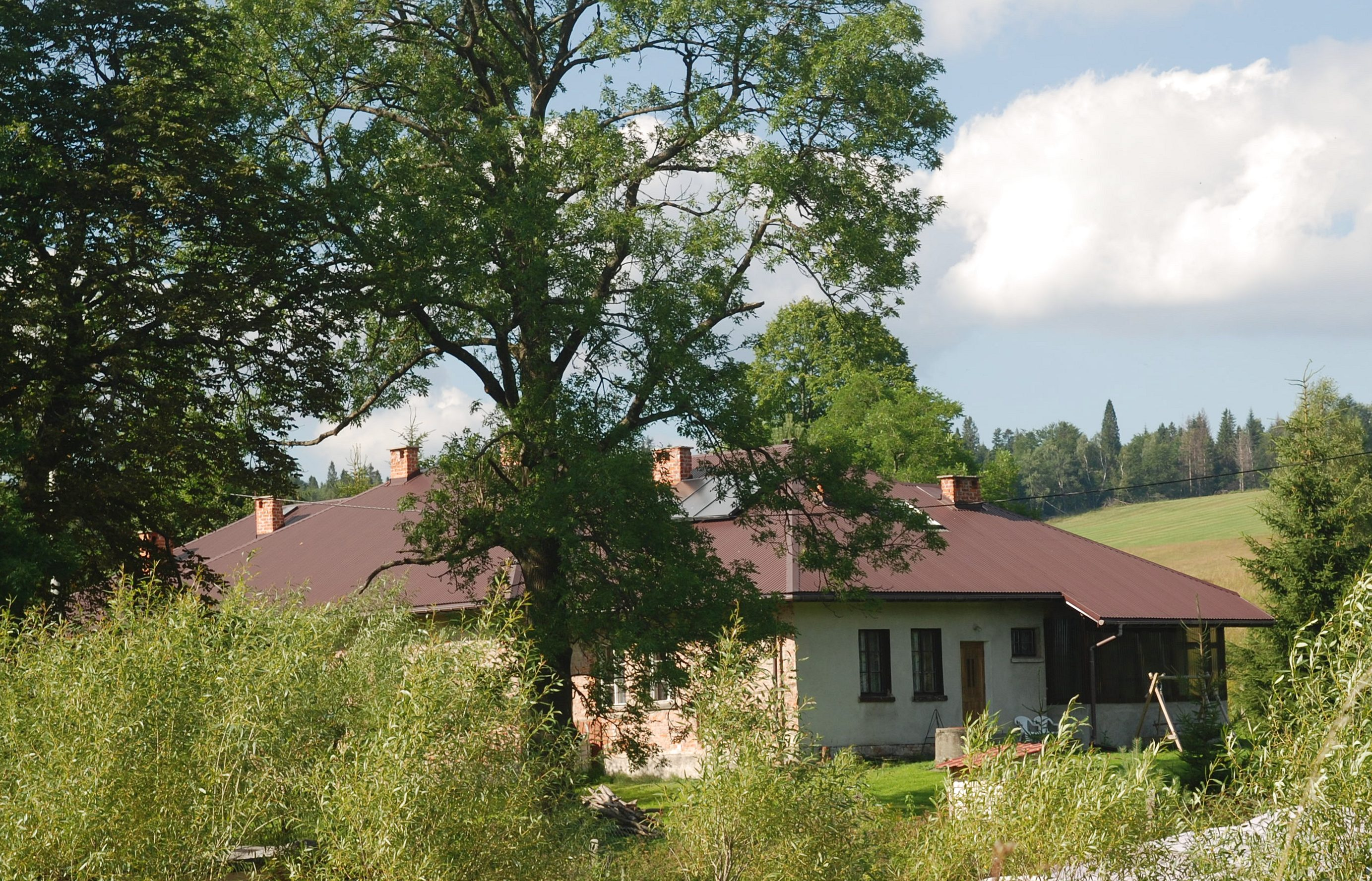
Schronisko „Radosne Szwejkowo”